# 两罾乡
两罾乡，是中华人民共和国重庆市酉阳土家族苗族自治县下辖的一个乡镇级行政单位。

## 行政区划
两罾乡下辖以下地区：
金玉村、榄溪村、三角塘村、石门坎村、内口村和红阳村。